# Høgskavlnebbet
Høgskavlnebbet (norwegisch für Hoher Schneewechtensporn) ist ein Felssporn im ostantarktischen Königin-Maud-Land. Im Borg-Massiv erstreckt er sich vom Høgskavlen in nördlicher Richtung.
Norwegische Kartographen, die ihn auch in Anlehnung an die Benennung des Høgskavlen benannten, kartierten ihn anhand von Luftaufnahmen und Vermessungen der Norwegisch-Britisch-Schwedischen Antarktisexpedition (1949–1952).